# Villa Nueva, Querétaro Arteaga
Villa Nueva är en ort i Mexiko.   Den ligger i kommunen Cadereyta de Montes och delstaten Querétaro Arteaga, i den centrala delen av landet, 160 km nordväst om huvudstaden Mexico City. Villa Nueva ligger 2 175 meter över havet och antalet invånare är 661.
Terrängen runt Villa Nueva är kuperad österut, men västerut är den platt. Villa Nueva ligger uppe på en höjd. Runt Villa Nueva är det ganska glesbefolkat, med 38 invånare per kvadratkilometer. Närmaste större samhälle är Cadereyta de Montes, 3,1 km norr om Villa Nueva. Trakten runt Villa Nueva består i huvudsak av gräsmarker.